# Olympia-Eiche
Als Olympia-Eichen werden die Eichen bezeichnet, die den Siegern der Olympischen Sommerspiele 1936 zusätzlich zur Goldmedaille überreicht wurden.
In den sportlichen Disziplinen wurden mit 130 Goldmedaillen ebenso viele Olympia-Eichen an siegreiche Einzelsportler und Mannschaften vergeben; zusätzlich gab es elf Medaillen und Eichen in den olympischen Kunstwettbewerben. Einige dieser Olympia-Eichen wurden nach der Rückkehr der Gewinner in deren Ländern gepflanzt und sind bis heute erhalten.

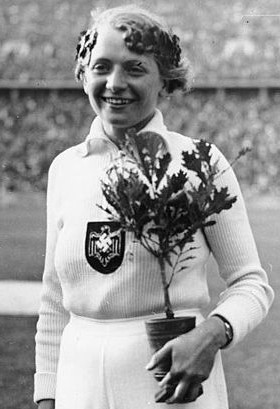
Speerwerferin Tilly Fleischer mit ihrer Olympia-Eiche bei den Olympischen Spielen 1936

## Geschichte
Bei den Olympischen Sommerspielen in Berlin 1936 erhielt jeder Sieger einer bestimmten Disziplin neben der Goldmedaille eine Urkunde, einen Eichenkranz und einen etwa 50 bis 70 Zentimeter großen einjährigen Setzling einer deutschen Stieleiche („Quercus pedunculata“). Dieser befand sich in einem braunen Keramiktopf mit der Aufschrift „Wachse zur Ehre des Sieges – rufe zur weiteren Tat“. Während der Spiele wurden in 19 verschiedenen Sportarten mit 129 Disziplinen 130 Goldmedaillen verliehen, mit den Kunstwettbewerben kamen weitere elf Goldmedaillen hinzu, was eine Gesamtzahl von 141 Goldmedaillensiegern und -siegerinnen ergab (auch bei Mannschaftswettbewerben wurde nur eine Eiche pro Team vergeben).
Die Idee zu der bis heute einmaligen Aktion hatte ein Zehlendorfer Gärtner namens Hermann Rothe, der auch einen „bequem zu handhabenden Karton […] mit genauer Anweisung für die Pflege“ vorsah. Das Organisationskomitee sah darin ein „schönes Sinnbild deutschen Wesens, deutscher Kraft, deutscher Stärke und deutscher Gastfreundschaft“ und stimmte zu.

## Symbolik
Die Symbolik der Olympia-Eichen, deren Standorte nur noch bei wenigen Exemplaren bekannt sind, kann zwiespältig wahrgenommen werden: Einerseits missbrauchten die regierenden Nationalsozialisten die Spiele erfolgreich als Propagandaforum, um sich gegenüber dem In- und Ausland positiv darzustellen (wozu auch der Symbolgehalt der Eiche für „deutsches Wesen, deutsche Kraft und Stärke und deutsche Gastfreundschaft“ gehörte und diesen Eichen im englischsprachigen Raum unter anderem die Bezeichnung Hitler's tree einbrachte), andererseits wurde die Eiche zur „Ehre des Sieges“ verliehen und sollte mit ihrer langjährigen Präsenz an die erfolgreichen Olympioniken erinnern.
Rabbi Marvin Hier, der Vorstand und Gründer des Simon Wiesenthal Centers, äußerte sich, dass er und seine Organisation so lange keinen Einwand gegen diese olympischen Bäume hätten, so lange sie nicht als Verehrungsstätten für Hitler oder den Nationalsozialismus missbraucht würden: „Es kommt darauf an, was auf der Plakette steht. Aber ich würde den Baum nicht fällen lassen wollen, wenn er für einen Olympiasieger gepflanzt wurde.“
Im Vorfeld der Olympischen Spiele 2000 in Sydney schlug der australische Schwimmolympiasieger von 1964, Kevin Berry, vor, die Übergabe von Baumsetzlingen auch in Sydney zu praktizieren: „I wished I had been given such a memento from my victory in 1964.“ (frei übersetzt: „Ich hätte mir ein solches Erinnerungsstück an meinen Sieg 1964 gewünscht.“) Er erinnerte an die ursprünglich mit der Eiche verbundene Mystik und Tradition, wollte der Symbolik aber einen anderen Gehalt geben: „We are continually being told to plant more trees and if only a few seedlings make it into the ground after an Olympic Games then we will be making a contribution to the greening of our planet.“ (frei übersetzt: „Uns wird regelmäßig gesagt, mehr Bäume zu pflanzen, und wenn nur ein paar Setzlinge nach Olympischen Spielen gepflanzt werden, tragen wir zur Begrünung unseres Planeten bei.“) Seine Anregung wurde allerdings nicht aufgenommen.

## Standorte und Verbleib einzelner Eichen

### Ägypten
2 Goldmedaillen; der Verbleib der beiden Eichen ist ungeklärt.
- Anwar Misbah gewann das Gewichtheben im Leichtgewicht und Khadr Sayed El Touni im Mittelgewicht. Es gibt weder Information, ob ihre Eichen Ägypten erreichten, noch, ob sie gepflanzt wurden.

### Argentinien
2 Goldmedaillen; eine Eiche (von der es mittlerweile mehrere Ableger gibt) steht in Buenos Aires; der Verbleib der zweiten Eiche ist ungeklärt.
- Argentinisches Polo-Team: Auf Vorschlag von Juan Diego „Jack“ Nelson y Duggan (1891–1985), einem Goldmedaillen-Gewinner des Polo-Teams der Olympischen Sommerspiele 1924 in Paris, wurde die Eiche des 1936 siegreichen argentinischen Polo-Teams auf dem Campo Argentino de Polo im Stadtteil Palermo der Hauptstadt Buenos Aires zwischen zwei Spielfeldern gepflanzt.

50 Jahre später, 1986, wurde je ein Ableger dieser Eiche an die beiden letzten noch lebenden Mitglieder des 1936er-Polo-Teams, Roberto Cavanagh (1914–2002) und Luis Duggan (1906–1987), überreicht. Es soll in Argentinien weitere Ableger dieser Eiche geben, die sich die dortigen Fans des Polo-Sports aus Eicheln des Baumes gezogen haben.

### Britisch-Indien
1 Goldmedaille; der Verbleib der Eiche ist ungeklärt.
- Die Indische Hockeynationalmannschaft der Herren errang – nach 1928 und 1932 – ihre dritte Goldmedaille in Folge. Die Übergabe der Eiche an den Kapitän Dhyan Chand Singh beschrieb der Spieler Mirza Nasiruddin Masud[9] mit den Worten: „Gegenüber den Ehrenlogen marschierten wir in das Stadion ein und Dhyan Chand erhielt im Namen der Mannschaft und des Landes von einem blonden, deutschen Mädchen eine 28 Zoll hohe Eiche in einem speziellen Topf, der mit der Olympiaglocke geschmückt war.“[10]

### Deutschland
38 Goldmedaillen; Eichen befinden sich in Berlin, Frankfurt am Main (ersetzt), Freyburg an der Unstrut, Gladbeck, Hamburg, Köln, Mannheim, München, Warendorf, Wuppertal, …; der Verbleib von einigen Eichen ist ungeklärt.
- Auf der Insel Kälberwerder in Berlin wurde die Eiche gepflanzt, die der Männer-Zweier mit Steuermann (Dieter Arend, Herbert Adamski und Gerhard Gustmann) des Ruderklubs am Wannsee erhalten hatte.[11]
- Die Eiche, die Tilly Fleischer für ihren Sieg im Speerwurf erhalten hatte, wurde auf der linken Seite des Haupteingangs des Waldstadions in Frankfurt am Main gepflanzt. Nachdem der Baum gefällt werden musste, hat Tilly Fleischer im November 1998 die jetzige Nachfolgereiche gepflanzt. Ein Schild erinnert an den Olympiasieg.[12]
- Die beiden Eichen für die Mannschaftssiege im Turnen der Herren (errungen von Alfred Schwarzmann, Konrad Frey, Matthias Volz, Willi Stadel, Franz Beckert, Walter Steffens, Innozenz Stangl und Ernst Winter) und der Damen (errungen von Gertrud Meyer, Erna Bürger, Käte Sohnemann, Isolde Frölian, Anita Bärwirth, Paula Pöhlsen, Friedl Iby und Julie Schmitt) wurden am Grab von Friedrich Ludwig Jahn im Hof von dessen einstigem Wohnhaus in Freyburg an der Unstrut gepflanzt.[13]
- Willy Kaiser, Fliegengewichtsolympiasieger im Boxen, pflanzte seine Olympia-Eiche nach seiner Rückkehr aus der Kriegsgefangenschaft im Jahre 1949 am Stadion Gladbeck in Gladbeck. 1993 wurde am Fuß der Eiche eine Gedenktafel angebracht.[13]
- Die Olympia-Eiche des Hammerwerfers Karl Hein befindet sich auf dessen Privatgrundstück in Hamburg-Alsterdorf.[13]
- Toni Merkens war Olympiasieger im Bahnrad-Sprint. Seine Eiche wurde von ihm selber beim Radstadion in Köln angepflanzt.[14][15]
- Die Eiche, die der Vierer mit Steuermann (Hans Maier, Walter Volle, Ernst Gaber, Paul Söllner und Fritz Bauer) für seinen Olympiasieg erhielt, befindet sich im Garten des Clubhauses des Mannheimer Rudervereins Amicitia in Mannheim.[13]
- Die Olympia-Eiche, die die Diskuswerferin Gisela Mauermayer erhielt, wurde am 3. September 1936 im Eichenhain des Alten Botanischen Gartens in München gepflanzt.[16]
- Im Reitsport gewannen die deutschen Athleten alle sechs Goldmedaillen, die vergeben wurden: Heinz Pollay gewann in der Dressur die Einzelwertung und gemeinsam mit Friedrich Gerhard und Hermann von Oppeln-Bronikowski die Mannschaftswertung, Ludwig Stubbendorff gewann die Einzelwertung und gemeinsam mit Rudolf Lippert und Konrad von Wangenheim auch die Mannschaftswertung im Military und Kurt Hasse war beim Springen sowohl im Einzel, als auch in der Mannschaft mit Marten von Barnekow und Heinz Brandt erfolgreich. Alle sechs Eichen wurden zunächst auf dem Gelände der Kavallerieschule der Reichswehr in Hannover gepflanzt und später in die Heeres-Reitschule nach Krampnitz bei Potsdam versetzt. Einer der Bäume wurde nochmals umgesetzt auf den Turnierplatz des Bundesleistungszentrums des Deutschen Olympiade-Komitees für Reiterei (DOKR) in Warendorf.[13]
- Herbert Runge ist der bisher einzige deutsche Schwergewichtsolympiasieger im Boxen. Seine Olympia-Eiche befindet sich auf der Südostseite des Stadions am Zoo in Wuppertal, wo sie als einzige Eiche in einem Birken- und Buchenwald auffällt. Eine Gedenktafel am Zaun, der das Waldstück vom Gästebereich des Stadions trennt, erinnert an den verstorbenen Boxer.[17]

### Estland
2 Goldmedaillen; zwei Eichen in Tallinn, die heute nicht mehr existieren.
- Kristjan Palusalu gewann sowohl die Goldmedaille im Freistilringen als auch die im griechisch-römischen Stil, jeweils in der höchsten Gewichtsklasse. Er war der einzige estnische Olympiasieger 1936. Palusalu wurde bei seiner Rückkehr nach Estland als Nationalheld gefeiert. Zu seinen Ehren wurden zahlreiche Eichen im ganzen Land gepflanzt. Die Eichensetzlinge aus Berlin wurden am 23. August 1936 im Kadrioru staadion von Tallinn gepflanzt.[18] Beide Bäume fielen dem Zweiten Weltkrieg zum Opfer.[19]

### Finnland
8 Goldmedaillen; eine Eiche überstand die Reise nicht; der Verbleib einer Eiche in Helsinki ist ungeklärt; die Eichen in Kerava, Tali/Helsinki, Viipuri und Tervalampi/Vihti gingen ein; diejenige in Lapua steht heute noch dort; in Joutseno steht der Ableger einer Olympia-Eiche.
- Gunnar Höckert war Olympiasieger im 5000-Meter-Lauf. Seine Eiche wurde in der Nähe des damals gerade in Bau befindlichen Olympiastadions in Helsinki gepflanzt. Es liegt keine weitere Information vor und es wird vermutet, dass diese Eiche einging.[20]
- Volmari Iso-Hollo gewann 1936 das 3000-Meter-Hindernisrennen und pflanzte seine Eiche in seinem Garten in Kerava. In den frühen 1950er Jahren ging diese Eiche ein.[20]

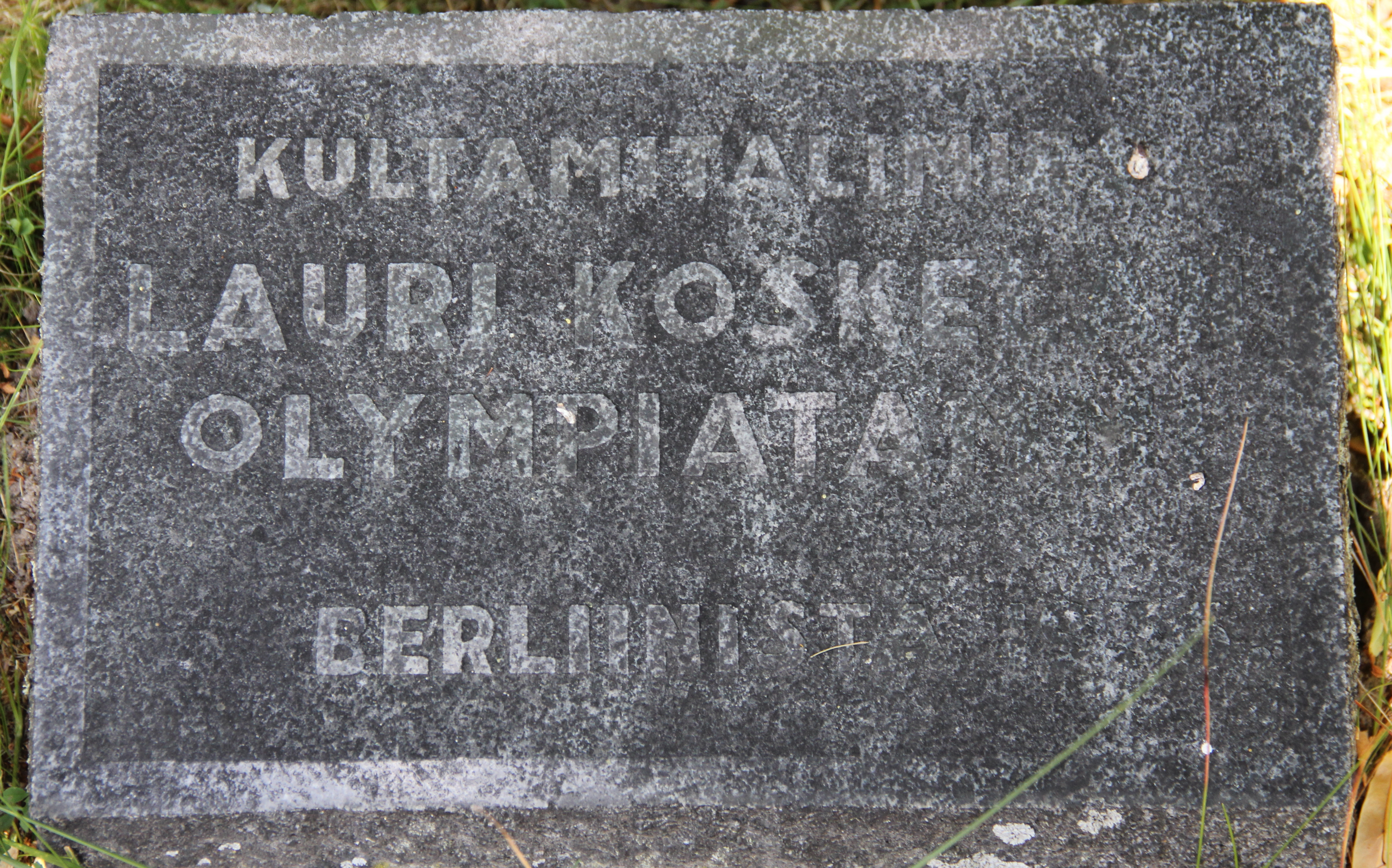
Gedenktafel an der Eiche in Lapua

- Lauri Koskela errang den Sieg im Ringen im griechisch-römischen Stil; seine Eiche wurde 1939 im Garten des Rathauses von Lapua gepflanzt und steht dort heute noch.[20][21]
- Kustaa Pihlajamäki errang den Sieg im Freistilringen; seine Eiche wurde in Helsinki im Park des Talin kartano[22] (Tali-Herrenhaus) im Stadtteil Tali im Westen von Helsinki gepflanzt, ging aber im Winter 1940 ein.[20]
- Ilmari Salminen war Olympiasieger im 10.000-Meter-Lauf. Seine Eiche überlebte die Reise zurück nach Finnland nicht. An ihrer Stelle wurde im Hof von Salminens Haus eine andere Eiche gepflanzt, die noch im Jahr 1994 dort stand.[20]
- Sten Suvio, Boxolympiasieger im Weltergewicht, und Aleksanteri Saarvala, Reckturner und erster finnischer Turner mit einer Goldmedaille, brachten ihre Eichen in einer Kiste zurück, die sich heute noch im Bestand des Sportmuseums von Finnland befindet.[20] Die beiden Eichen wurden 1937 im Zentrum des damals finnischen Viipuri (heute Russland) gepflanzt. Im Jahr 1942 wurde noch von ihrer Existenz berichtet, aber es wird vermutet, dass sie im Zweiten Weltkrieg zerstört wurden. Vorher sollen finnische Truppen am 20. Juni 1944 einen Schößling der Suvio-Eiche mitgenommen haben und sie in ihrer Heimatstadt Joutseno vor einer Schule[23] gepflanzt haben, wo sie noch heute steht. Vor ihr auf einem Granitblock befindet sich eine Gedenktafel.[24][25][20]
- Urho Karhumäkis Roman Avoveteen (dt. Im freien Wasser) wurde 1936 in Berlin mit der Goldmedaille in der Disziplin Epische Werke ausgezeichnet. Seine Eiche wurde bei seinem Haus im Dorf Tervalampi in der Gemeinde Vihti gepflanzt. Heute ist von dem Baum nur noch ein Stumpf übrig, der sich neben Karhumäkis Grab befindet.[20]

### Frankreich
7 Goldmedaillen; der Verbleib von fünf Eichen ist ungeklärt; eine soll sich in Saint-Étienne, eine weitere in Pantin befinden.
- Louis Hostin gewann das Gewichtheben im Halbschwergewicht. Über seine Olympia-Eiche gibt es nur sehr lückenhafte und äußerst widersprüchliche Aussagen. Es wird erwähnt, dass seine Heimatstadt Saint-Étienne ihm zu Ehren eine Eiche überreichte (es wird nicht erwähnt, ob dies die Eiche war, die Hostin mitgebracht hatte). Heute soll sich der Baum im dortigen Parc de l'Europe befinden, nachdem er – nach Angaben des Stadtmagazins von Saint-Étienne von 1996 – zuerst mit einer Plakette ausgezeichnet am Place Marengo gepflanzt worden sein soll. 1939 soll die Eiche auf dem dortigen Friedhof Montmartre auf dem Grab eines deutschen Soldaten gefunden worden sein, dann hätte sie der Bürgermeister von Aurec-sur-Loire, einem Vorort von Saint-Étienne, auf seinem Privatbesitz gepflanzt, ehe er sie 1945 der Stadt Saint-Étienne übereignet hätte.[26]

Fotografie

Émile Poilvé mit seiner Olympia-Eiche

(Bitte Urheberrechte beachten)
- Émile Poilvé war Olympiasieger im Freistilringen (Mittelgewicht). Es gibt Fotografien von ihm mit seiner Olympia-Eiche, die sich heute im Stade l’ASPP in Pantin befinden soll.[27]

Der Verbleib der Olympia-Eichen der folgenden Goldmedaillengewinner ist ungeklärt:
- Robert Charpentier gewann im Radsport das Einzelstraßenrennen.
- Robert Charpentier, Jean Goujon, Guy Lapébie, Roger Le Nizerhy waren die Sieger im 4000 m Mannschaftsverfolgungsfahren.
- Robert Charpentier, Robert Dorgebray und Guy Lapébie gewannen die Mannschaftswertung des Straßenradrennens.
- Jean Despeaux gewann die Goldmedaille im Boxen (Mittelgewicht).
- Roger Michelot gewann die Goldmedaille im Boxen (Leichtgewicht).

### Italien
9 Goldmedaillen; der Verbleib der meisten Eichen ist ungeklärt.
- Farpi Vignoli war als Bildhauer der Sieger in der Sparte Rundplastiken.
- Ulderico Sergo gewann die Goldmedaille im Boxen (Bantamgewicht).
- Trebisonda „Ondina“ Valla gewann den 80-Meter-Hürdenlauf der Frauen. Die Eiche von Trebisonda Valla (Ondina Valla) stand vor dem Stadion Stadio Renato Dall’Ara in Bologna. Die Eiche ging wohl ein und wurde noch zu Lebzeiten der Valla († 2006) und in deren Anwesenheit durch eine andere ersetzt, vielleicht durch Sara Simeoni  Diese Quelle von La Repubblica bezeichnet den genauen Ort nahe (hinter) der Curva Andrea Costa des Stadions und hat weitere Details.
- Giorgio Bocchino, Giulio Gaudini, Gioacchino Guaragna, Gustavo Marzi, Manlio Di Rosa und Ciro Verratti gewannen die Teamwertung im Florettfechten.
- Giancarlo Brusati, Giancarlo Cornaggia Medici, Edoardo Mangiarotti, Alfredo Pezzana, Saverio Ragno und Franco Riccardi gewannen die Teamwertung im Degenfechten.
  - Die beiden Eichen der Degen- und Florett-Teamwertung wurden wohl nahe dem Kapitol (Rom) nahe dem Senatorenpalast gepflanzt. Genauer Ort war der Giardino Ara dei Caduti Fascisti nahe der Via Fori Imperiali. Eine ist wohl schon eingegangen, die zweite scheint auch in schlechten Zustand zu sein. Die Gedenksteine sind noch vorhanden, aber wohl unleserlich geworden.
- Franco Riccardi gewann neben der Teamwertung auch den Degen-Einzelwettbewerb.
- Bruno Bianchi, Luigi De Manincor, Domenico Mordini, Enrico Poggi, Luigi Poggi und Giovanni Reggio gewannen den Segelwettbewerb in der 8-m-Klasse.
- Giuseppe Baldo, Sergio Bertoni, Carlo Biagi, Giulio Cappelli, Alfredo Foni, Annibale Frossi, Francesco Gabriotti, Ugo Locatelli, Libero Marchini, Alfonso Negro, Achille Piccini, Pietro Rava, Luigi Scarabello und Bruno Venturini gewannen das Fußballturnier.[28]

### Japan
6 Goldmedaillen; der Verbleib von allen Eichen ist ungeklärt.

### Kanada
1 Goldmedaille; der Verbleib der Eiche ist ungeklärt.
- Francis „Frank“ Amyot gewann 1936 Kanadas einzige Goldmedaille im Einer-Canadier über 1000 Meter. Sein Sieg war in zweierlei Hinsicht bemerkenswert: Zum einen hatten sich die kanadischen Offiziellen geweigert, seine Reise nach Deutschland zu bezahlen, doch sein Ruderclub, der Britannia Boating Club, hatte in einer Kampagne das Geld für die Reise aufgebracht; zum anderen hatte Amyot in Kanada in einem anderen Bootstyp trainiert und Rennen bestritten als dem, der in Berlin für die olympischen Rennen verwendet wurde.

Im Jahr 2008 machte sich der deutschstämmige Journalismus-Professor Klaus Pohle auf die Suche nach der Eiche. Durch das Absuchen von mikroverfilmten Zeitungen von 1936 fand er heraus, dass es am 10. September 1936 einen Empfang bei Stanley Lewis, dem damaligen Bürgermeister von Ottawa, gegeben hatte, währenddessen Amyot den Eichensetzling an den Bürgermeister übergab, der die Eiche in der Stadt Ottawa pflanzen lassen wollte. Trotz intensiver Nachforschungen in Stadtarchiven, bei Ruderclubs und in den dortigen Stadtparks fand Pohle keine weiteren Hinweise und kam zu dem Schluss: „One gold medal, one tree. But all record of it seems to have been lost.“

### Neuseeland

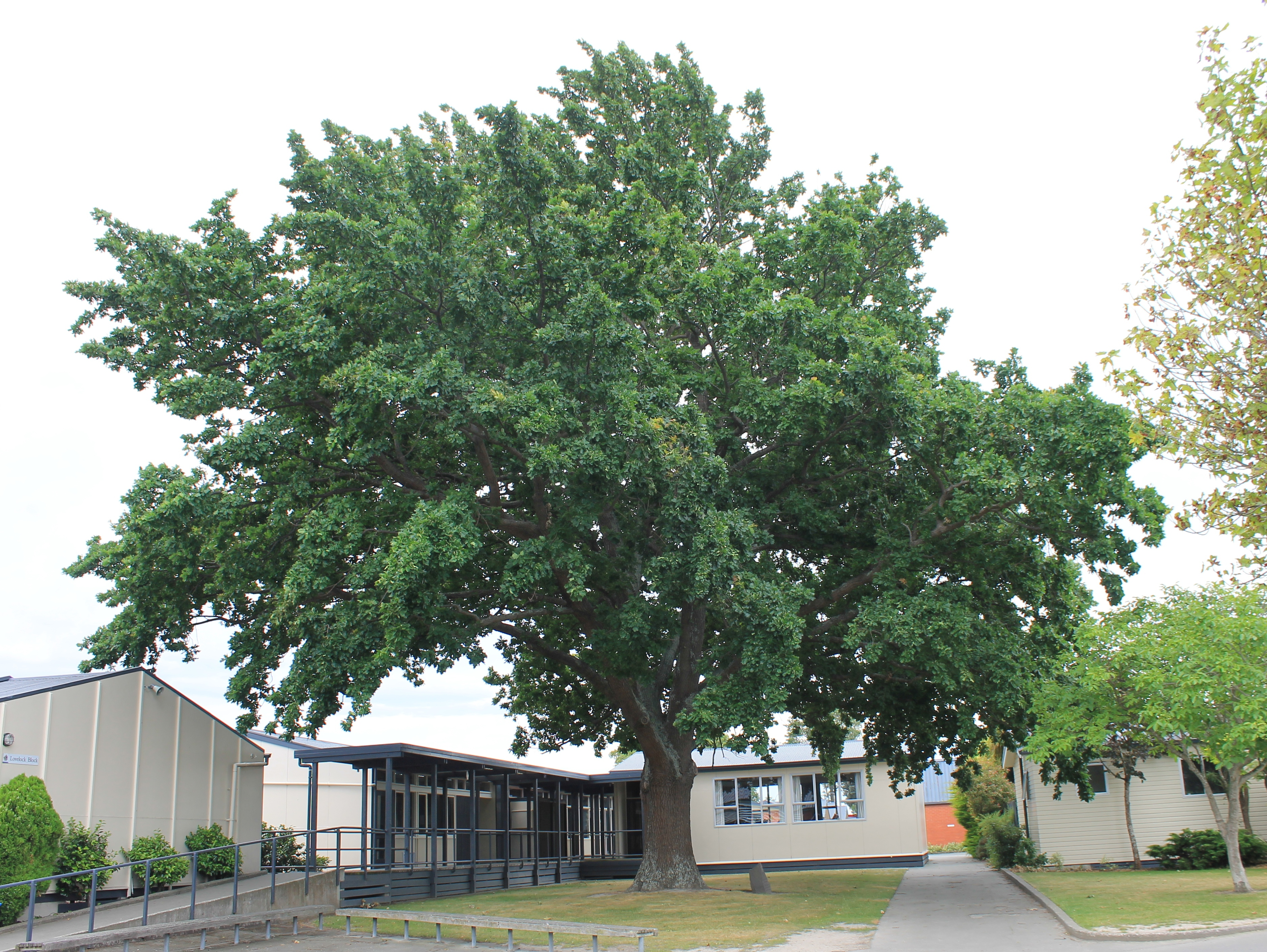
Lovelock Oak (Lovelock-Eiche) auf dem Gelände der Timaru Boys High School in Neuseeland

1 Goldmedaille; die Eiche steht in der neuseeländischen Hafenstadt Timaru.
- John Edward „Jack“ Lovelock gewann das 1500-Meter-Rennen. Er selbst kehrte nicht nach Neuseeland zurück, jedoch nahmen Freunde den Setzling mit, der 1941 auf dem Gelände der Timaru Boys High School gepflanzt wurde. Die Lovelock Oak steht dort noch heute und wurde zum nationalen Kulturgut erklärt; sie ist damit die am weitesten von Berlin entfernte Olympia-Eiche. Jährlich sammeln Schüler die Eicheln, um daraus neue Setzlinge zu ziehen. In der Nähe der Eiche wurde 2002 eine Statue von Lovelock errichtet.[4][5]

### Niederlande
6 Goldmedaillen; zwei Eichen standen in Rotterdam, zwei stehen in Amsterdam; der Verbleib der restlichen Eichen ist noch ungeklärt.
- Hendrika Mastenbroek errang zwei Goldmedaillen; die beiden Bäume wurden von ihr im Zoo von Rotterdam gepflanzt. Beide verbrannten im Mai 1940 bei der Bombardierung Rotterdams.
- Daan Kagchelland gewann eine Goldmedaille im Segeln. Seine Eiche wurde vor dem Sitz der Rotterdamse Zeilvereniging gepflanzt, von wo sie allerdings verschwand. Wahrscheinlich wurde sie abgeholzt und verfeuert.[29]
- Die Eichen von zwei niederländischen Schwimmern wurden vor dem Olympiastadion Amsterdam gepflanzt, wo sie heute noch stehen.[29]

### Norwegen
1 Goldmedaille; der Verbleib der Eiche ist ungeklärt.
- Willy Mads Henry Røgeberg gewann die Goldmedaille im Kleinkaliber liegend.

### Schweiz
4 Goldmedaillen; eine Eiche steht in Winterthur am Sportplatz Deutweg; der Verbleib von weiteren drei Eichen ist ungeklärt.
- Georges Miez gewann die Goldmedaille im Bodenturnen. Er schenkte die Eiche seinem Stammverein TV Töss und der Stadt Winterthur.[31][32] Im Mai 2021 berichteten Medien, dass sich Islamisten unter der Eiche getroffen hätten. Der Stadtrat beschloss, den Baum zum Mahnmal und Symbol für Zivilcourage zu machen, da sich Miez dem Hitlergruß verweigert habe.[33]

### Türkei
1 Goldmedaille; der Verbleib der Eiche ist ungeklärt.
- Yaşar Erkan gewann als erster türkischer Ringer (Federgewicht) bei den Olympischen Spielen 1936 eine Goldmedaille. Die Übergabe der Eiche wurde dokumentiert,[34] aber über den Verbleib ist nichts bekannt.

### Vereinigte Staaten von Amerika
24 Goldmedaillen; Eichen in Cleveland (vermutlich zwei), Columbus (vermutlich zwei), Fort Collins (eine Eiche zweiter Generation), Los Angeles (zwei, davon eine vermutlich), Stillwater (Oklahoma) (gefällt), …; der Verbleib der anderen Eichen ist ungeklärt.
- Cornelius Johnson, Olympiasieger im Hochsprung, der bereits zehn Jahre später im Alter von 32 Jahren an Lungenentzündung starb, pflanzte die Eiche im Hof seine Elternhauses in Koreatown, im Westen von Los Angeles (das Haus gehört mittlerweile nicht mehr der Familie Johnson). Die Unterabteilung Los Angeles der Dr. Carter G. Woodson's Association for the Study of African American Life and History erwägt, für diese Eiche Denkmalschutz (landmark protection) zu beantragen,[4] da sie Teil der Black History von Los Angeles ist.[35]
- Frank Lewis, Olympiasieger im Ringen, hatte seine Eiche an die Oklahoma State University in Stillwater (Oklahoma) weitergegeben. 1990 wurde der Baum durch einen Blitzeinschlag schwer in Mitleidenschaft gezogen und gefällt.
- Earle Meadows, Sieger im Stabhochsprung, berichtete in einem Interview, dass seine Olympia-Eiche auf dem Heimweg eingegangen sei.[36]
- Glenn Morris, Olympiasieger und Olympischer-Rekord- und Weltrekordhalter im Zehnkampf, übergab nach seiner Rückkehr bei einer „Presentation of Oak“-Zeremonie seine Olympia-Eiche an Charles A. Lory, den damaligen Präsidenten des Colorado Agricultural College (heute Colorado State University, CSU); Morris hatte von 1930 bis 1935 an diesem College in Fort Collins studiert. Die Eiche sollte auf dem Campus gepflanzt werden, doch später konnte nicht nachvollzogen werden, was mit ihr passiert war. Das College hatte keine Unterlagen zum Vorgang einer Pflanzung, und auf dem ganzen Campus konnte später keine Eiche gefunden werden.

Am 10. Mai 2010 wurde in einer Zeremonie zu Ehren von Glenn Morris auf dem CSU-Campus eine neue Eiche „zweiter Generation“ gepflanzt. Mitinitiator war Don Holst, Trainer des US-amerikanischen Zehnkampf-Teams bei den Olympischen Sommerspielen 1968 und Hobby-Olympia-Historiker, der bei der Zeremonie zugegen war. Holst hatte die Standpunkte der anderen amerikanischen Olympia-Eichen ausgemacht, Eicheln gesammelt und Setzlinge gezogen, die er auch schon vorher an Bekannte und Sportbegeisterte verteilt und an anderen Stätten gepflanzt hatte, die mit der olympischen Geschichte der Vereinigten Staaten im Zusammenhang standen. Ein weiterer Setzling wurde in Simla, Colorado, gepflanzt, wo Morris zur Schule gegangen war.
- Jesse Owens errang gleich vier Goldmedaillen und Eichen. Wo diese gepflanzt wurden, ist nicht mehr festzustellen. Eine Reihe von Orten geben an, Pflanzorte von Owens Eichen zu sein:
  - Frank Rhodes High School in Cleveland, wo Owens trainierte, gilt als wahrscheinlicher Standort.
  - Eine weitere Eiche soll sich in Cleveland vor dem Haus von Jesse Owens Mutter befunden haben und wurde gefällt, als das Haus in den 1960er Jahren abgerissen wurde.
  - Die University of Southern California in Los Angeles ist Standort der Eiche der 4-mal-100-Meter-Staffel, in der Owens mitlief.[40]
  - An der Ohio State University in Columbus, wo Owens das College besuchte, soll sich eine weitere Eiche befinden.
  - Eine Eiche befindet sich neben der State Library of Ohio in Columbus.

### Vereinigtes Königreich
4 Goldmedaillen; eine Eiche befindet sich in How Hill, eine andere bis 1978 in Bedford; der Verbleib der anderen Eichen ist noch ungeklärt.
- Christopher Boardman, Sieger in einem Segelwettbewerb, pflanzte seine Eiche auf seinem Anwesen in How Hill in der Grafschaft Norfolk. Noch während des Zweiten Weltkriegs wurde die Eiche durch Schrapnell Splitter einer in der Nähe eingeschlagenen deutschen Bombe beschädigt. Die Eiche war lange Zeit die einzige der vier britischen Eichen, die erhalten geblieben war. Seit 2002 stand die Eiche (in der britischen Presse als Hitler's oak – also etwa Hitlers Eiche oder Hitler-Eiche – bezeichnet) als Naturdenkmal unter dem Schutz des How Hill Trust.[41][42] Nachdem man zuvor schon mehrmals eine Fällung aufgrund großer Schäden nach einem starken Sturm im Jahr 1986 erwogen hatte, kam es 2013 tatsächlich dazu. Zuvor war der Baum durch Hallimasch Pilze irreparabel beschädigt worden. Zur Erinnerung wurde aus dem Baumstumpf, der immer noch an Ort und Stelle steht, vom lokalen Künstler Arnie Barton eine Kettensägen-Skulptur geschaffen, die Boardmans Siegerboot, die Lalage darstellt.[43]
- Jack Beresford und Leslie Southwood gewannen 1936 die Goldmedaille im Doppelzweier. Beresford übergab die Eiche an seine frühere Schule, die Bedford School in Bedford,[44] und pflanzte den Baum während einer Zeremonie, was in den Medien mit Bildern und einem kurzen Film dokumentiert wurde.[45][46] Nicht weiter referenzierte Mitteilungen[47][48] berichten, dass die als Hitler Oak bekannte Eiche 1978 gefällt wurde, als die Schule eine neue Sporthalle baute. Vorher wurden von der Eiche Setzlinge gezogen, die später auf dem Gelände der Schule und dem dazugehörigen Park gepflanzt wurden. Das Holz der gefällten Eiche wurde in Bretter geschnitten und unter die Aufsicht des Bursars, Major Donald Mantell, gestellt. Aus dem Holz wurden seitdem Erinnerungsplaketten des Ruderclubs für die Gewinner besonderer Rennen hergestellt.[49]
- Auch Harold Whitlock, der 1936 die Goldmedaille im 50-km-Gehen holte, übergab seine Olympia-Eiche an seine frühere Schule, der Hendon Grammar School im Londoner Stadtteil Hendon. Im Jahre 2007 musste der Baum wegen Pilzbefalls gefällt werden.[13]